# Fureurs et cris de femmes

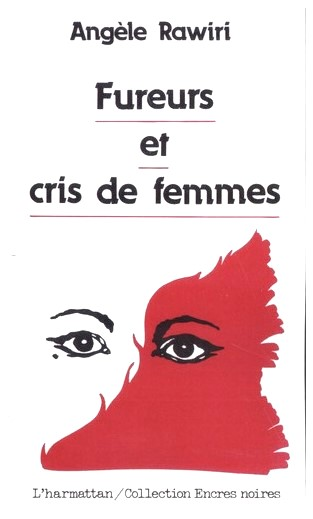
Couverture du roman : Fureurs et cris de femmes

Fureur et cris de femmes est un roman féministe de l'écrivaine gabonaise Angèle Rawiri publié en France en 1989.
Le livre explore le mécontentement des jeunes qui ont vécu à l'étranger et qui font face aux entraves de la société gabonaise, tels que l'influence traditionnelle des familles et les trahisons des hommes mais aussi l'homosexualité féminine,.

## Révolution Féministe Littéraire
Angèle Rawiri fait partie d'une nouvelle génération de romanciers africains post-indépendance, mettant en avant la présence importante de femmes. Son roman se distingue par le remplacement de la soumission des femmes dans la littérature traditionnelle par une prise de parole considérée comme "virile" de son personnage principal, reflétant ainsi une puissance d'action préfigurant l'agressivité émergente des femmes africaines dans les romans des autrices francophones africaines dans les années 1990.
Si l'aspect féministe de ses deux premiers romans Elonga (1980) et G'amèrakano au carrefour (1983) est parfois débattu, Fureurs et cris de femmes est unanimement rangé dans la catégorie des romans féministes par la critique.

## Synopsis
L'histoire du roman tourne autour d'Emilienne, une femme d'affaires qui a réussi professionnellement. Cependant, sa vie privée est marquée par les infidélités de son mari et les mauvais traitements infligés par sa belle-mère, Eyang. De plus, elle est profondément traumatisée par le meurtre et le viol de sa fille. Malgré sa détermination à reconquérir son mari, elle est manipulée par sa cousine secrétaire, qui se rapproche d'elle tout en devenant la maîtresse de son  mari. Finalement, Emilienne décide de mettre sa belle-mère et son mari à la porte, un comportement qui va à l'encontre des normes de la société et de l'époque. Ainsi, sa reprise de pouvoir s'accompagne de sa marginalisation sociale.

## Traduction en anglais
Fureurs et cris de femme à gagné une reconnaissance internationale et a été traduit en anglais sous le titre : The Fury and Cries of Women par Sara Hanaburgh avec une préface de Cheryl Toman qui est une professeur et présidente du département de français à l'université d'Alabama et auteure de Women Writers of Gabon : Literature and Herstory (Lexington Books, 2016) et Contemporary Matriarchies in Cameroonian Francophone Literature (Summa, 2008). 
Cette traduction permet à un public plus large d’apprécier l’œuvre d’Angèle Rawiri et souligne l’importance universelle des thèmes abordés dans son travail ce qui contribue à sa renommée internationale.